# فان هاتفيلد
فـان هاتفيلد (بالإنجليزية: Van Hatfield)‏ هو رافع أثقال ‏ أمريكي، ولد في 13 سبتمبر 1971 في مابلتون في الولايات المتحدة.